# Futbol'nyj Klub Vachš
Il Futbol'nyj Klub Vachš (ru: Футбольный клуб Вахш), meglio noto con la traslitterazione anglosassone Vakhsh, è una società calcistica con sede nella città di Qurǧonteppa in Tagikistan. Milita nella Vysšaja Liga, massima divisione del calcio tagiko, e nella sua bacheca vanta 3 vittorie nel campionato tagiko (1997, 2005 e 2009, più quello vinto nel 1961, durante l'epoca sovietica), e 2 Coppe del Tajikistan (1996-97 e 2003)

## Storia

### Epoca Sovietica
Il club fu fondato nel 1960 e partecipò ai vari livelli del Campionato di calcio dell'Unione Sovietica sino alla sua conclusione.
Dal 1966 al 1984 la squadra fu denominata Pakhtakor Kurgan-Tyube (Kurgan-Tyube era la vecchia denominazione ufficiale della città di Qurǧonteppa).
Durante l'epoca sovietica la squadra non arrivò mai a giocare nella massima divisione del campionato nazionale (Klasa A poi Vysšaja Liga) restando sempre tra il terzo e il quarto livello. Nel 1965, nel 1978 e nel 1984 vinse il titolo di campione della RSS Tagika.

### Post indipendenza
Nel 1997 la squadra vince per la prima volta il campionato nazionale (creato nel 1992 a seguito dello scioglimento dell'Unione Sovietica e della proclamazione dell'indipendenza della Repubblica del Tagikistan nel 1991); il Vachš conclude il torneo con 4 punti di vantaggio sulla seconda grazie anche al contributo di Rustam Usmonov, capocannoniere del campionato con 20 reti realizzate. L'annata si conclude con la conquista del double: infatti il club si impone per 4-0 nella finale della coppa nazionale contro il Khudjand.
Nel 2003 la squadra vince per la seconda volta la Coppa del Tagikistan grazie alla vittoria in finale per 3-1 contro l'Olymp-Ansol Kulob.
Il secondo titolo nazionale viene vinto nel 2005, il torneo si conclude con un vantaggio di 5 punti sul Regar-TadAZ Tursunzoda; a fine stagione due giocatori del Vakhsh, Ahtam Hamrokulov e Nazir Rizomov, si aggiudicano il titolo di capocannoniere con 12 reti a testa.

Grazie alla vittoria in campionato il club acquisisce il diritto a partecipare alla Coppa del Presidente dell'AFC 2006 dove è sconfitta in finale per 2-1 ai tempi supplementari dalla formazione kirghisa del Dordoi-Dynamo.
Nel 2009 arriva la terza vittoria in campionato, concluso con 4 punti di vantaggio sui rivali del Regar-TadAZ Tursunzoda.

Il terzo titolo nazionale permette al club di giocare la Coppa del Presidente dell'AFC 2010, manifestazione nella quale viene poi eliminato in semifinale ad opera dei birmani dello Yadanarbon.
Ha partecipato a tre edizione della Coppa dei Campioni della CSI, nel 1998, 2006 e 2010, senza mai riuscire a superare la prima fase a gironi.

## Allenatori
- 1997-2008  Uraz Turakulov
- 2009-2011  Aslidin Khabibulloev
- 2011-oggi  Salohiddin Ghafurov

## Palmarès

### Competizioni nazionali

#### RSS Tagika
- Campionati della RRS Tagika: 3

1961, 1978, 1985
- Coppe della RRS Tagika: 1

1965

#### Post indipendenza
- *Campionato del Tagikistan: 3

1997, 2005, 2009
- Coppa del Tagikistan: 2

1997, 2003

### Altri piazzamenti
- Campionato del Tagikistan:

Secondo posto: 2004
Terzo posto: 1992, 2006, 2007, 2010
- Coppa del Tagikistan:

Finalista: 2002, 2005
Semifinalista: 2013
- Coppa del Presidente dell'AFC:

Finalista: 2006, 2010